# Daniel Rzadkowski
Daniel Rzadkowski (ur. 10 marca 1994) – polski pływak, reprezentujący klub sportowy Olimpijczyk Suwałki. Specjalizuje się głównie w stylu dowolnym.
Brązowy medalista mistrzostw Europy juniorów z Antwerpii w sztafecie 4 x 100 m stylem dowolnym.
Wielokrotny medalista Mistrzostw Polski.